# Аллен Розенбаум, Элизабет
Эли́забет А́ллен Ро́зенбаум (англ. Elizabeth Allen Rosenbaum, также известная как Лиз Аллен; род. в Стоуни-Брук, Нью-Йорк) — американский кинорежиссёр и продюсер. В числе её работ такие фильмы, как «Аквамарин», «Рамона и Бизус», снятый по мотивам опубликованной в 1955 году новеллы Беверли Клири «Бизус и Рамона», и «Осторожнее с желаниями». Аллен также была режиссёром некоторых эпизодов таких молодёжных телесериалов, как «Сплетница», «Жизнь непредсказуема», «Дневники вампира», «90210: Новое поколение» и «Компаньоны».

## Жизнь и карьера
Элизабет Аллен родилась в Стоуни-Брук, небольшом пригородном посёлке, расположенном в округе Саффолк, штат Нью-Йорк в США. Её отец, Филип Браун Аллен (англ. Philip Brown Allen), заслуженный специалист в области физики твёрдого тела, был награждён премией Гумбольдта и стипендией Гуггенхайма за вклад в исследование электрон-фононного взаимодействия в наносистемах. Сама Лиз училась в средней школе им. Уорда Мелвилла, окончила аспирантуру в Южно-Калифорнийском университете, где получала стипендию Джека Николсона как главный кандидат в режиссёры, и была среди соискателей международной премии Clio за рекламный ролик «Кока-кола». Её короткометражный дипломный фильм 2001 года Eyeball Eddie, мрачная комедия, демонстрирующая бурные переживания неуверенного в себе парня со стеклянным глазным протезом, удостоилась признания критиков и привлекла внимание студий. После киношколы Аллен работала помощником продюсера, поэтому ей была знакома основная концепция найма начинающих режиссёров.
Первым полноценным фильмом Аллен, стала молодёжная комедия 2006 года «Аквамарин», где главную героиню сыграла Эмма Робертс, причём актриса впервые получила ведущую роль за время начала своей карьеры. Впрочем для певицы Джоджо и Сары Пэкстон их главные роли также стали дебютом. В том же году фильм был номинирован на две премии «Teen Choice Awards» в категориях «женский прорыв года» и «кино для девочек». Сара Пэкстон была номинирована на премию «Молодой актёр» как «лучшая актриса», Джоджо в 2007 году также удостоилась лишь номинации, а «лучшей актрисой второго плана» стала Эмма Робертс.
Следующей режиссёрской работой Аллен стал фильм 2010 года «Рамона и Бизус», экранизация её любимой книжной серии, автором которой является Беверли Клири, детская писательница и обладательница литературной премии Ньюбери. В фильме снимались: Селена Гомес, Джиннифер Гудвин, Джон Корбетт, Джош Дюамель, Сандра О, Бриджит Мойнахан, а также 9-летняя начинающая актриса Джоуи Кинг, исполнительница главной роли Рамоны Квимби. «Рамона и Бизус» получил «Сертификат свежести» от критиков «Rotten Tomatoes». Селена Гомес была номинирована на премию «Teen Choice Awards», а Джоуи Кинг в 2010 году стала лауреатом премии «Молодой актёр» за лучшую женскую роль. В то время как сама Элизабет Аллен получила премию Woman’s Image Network Awards как лучшая женщина-режиссёр года.
В 2015 году вышел её независимый триллер «Осторожнее с желаниями», снятый при поддержке «Hyde Park Entertainment» и «Troika Pictures». Главные роли сыграли Ник Джонас, Изабель Лукас, Грэм Роджерс и Дермот Малруни.
Аллен написала множество сценариев, включая экранизацию детской книги Джерри Спинелли, «Звёздная девочка» (Paramount Studios), оригинальный мюзикл Promdress (при участии Disney) и Driving While Infatuated (Fox Searchlight). Аллен также выступила режиссёром некоторых эпизодов популярных телесериалов, таких как «Сплетница», «Жизнь непредсказуема», «Дневники вампира», «90210: Новое поколение» и «Компаньоны», а в 2012 году она сопровождала 9-летнего Брюса Соломона (англ. Bruce Salomon) на церемонии вручения ему как молодому артисту премии «Best Guest Star of 2012» за роль в медицинской драме «Доктор Эмили Оуэнс».
Элизабет Аллен является членом гильдии режиссёров, гильдии сценаристов и гильдии редакторов США; имеет степень бакалавра Корнеллского университета (член почётного общества Phi Beta Kappa) и магистра изобразительных искусств Южно-Калифорнийского университета. В настоящее время Аллен проживает в Лос-Анджелесе; замужем за сценаристом и продюсером Скоттом Розенбаумом, у пары есть сын, которого зовут Тео.

## Награды и номинации
| Год  | Награда                           | Категория                               | Работа         | Результат |
| ---- | --------------------------------- | --------------------------------------- | -------------- | --------- |
| 2001 | Sidewalk Film Festival            | Лучший короткометражный фильм           | Eyeball Eddie  | Победа    |
| 2001 | Stony Brook Film Festival         | Короткометражный фильм                  | Eyeball Eddie  | Победа    |
| 2001 | Telluride Indiefest               | Короткометражный фильм                  | Eyeball Eddie  | Победа    |
| 2010 | Women's Image Network Awards      | Лучший фильм, срежиссированный женщиной | Рамона и Бизус | Победа    |
| 2017 | Премия Гильдии режиссёров Америки | Лучший режиссёр детской программы       | The Kicks      | Номинация |

## Фильмография

### Телевидение
- Сплетница (2009)
- Жизнь непредсказуема (2010—2011)
- Дневники вампира (2010)
- 90210: Новое поколение (2011)
- Компаньоны (2012)
- По расчёту[англ.] (2017)
- Новый агент Макгайвер (2017)
- Популярна и влюблена (2017)
- Империя (2017)
- Изгоняющий дьявола (2017)
- Ординатор (2018)
- Гавайи 5.0 (2018)
- Настоящий американец (2019)
- Милые обманщицы: Перфекционистки (2019)
- 90210 (2019)

### Фильмы
- Eyeball Eddie (2001)
- Аквамарин (2006)
- Рамона и Бизус (2010)
- Осторожнее с желаниями (2015)
- Кроссовушка (2022)